# 4hero

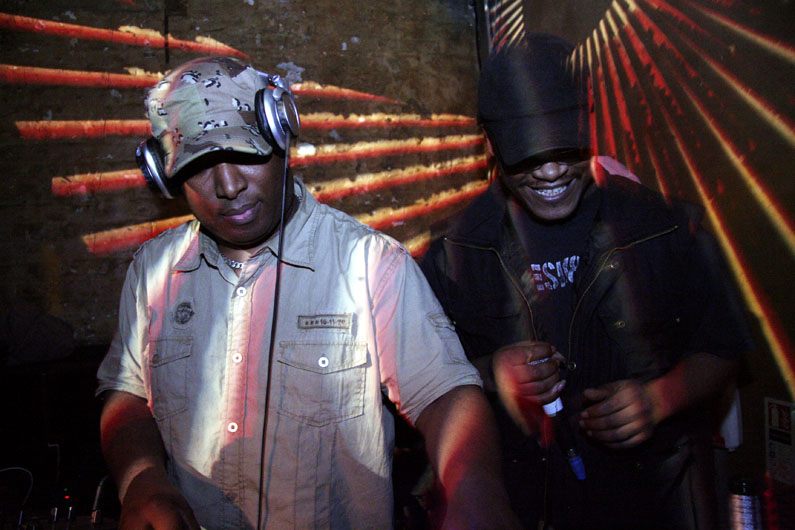
Marc Mac auf 4hero mit mc MG (2007)

4hero sind Dego McFarlane und Marc Mac, zwei Musiker aus London, die seit 1988 mit ihren gemeinsamen Releases zu den Pionieren des Drum and Bass in London zählen. Zu den Meilensteinen der beiden zählen die Gründung ihres eigenen Labels Reinforced sowie die Veröffentlichung der Alben Parallel Universe (1994), Two Pages (1998), Creating Patterns (2001) und Play With The Changes (2007). Das 2004 erschienene Remix Album fasst einige ihrer besten Remixarbeiten zusammen.
Veröffentlicht wurden ihre Alben bei Gilles Petersons Talkin’ Loud Label.
Die beiden können auf eine große Zahl von Veröffentlichungen zurückblicken; viele davon erschienen unter sich stets verändernden Pseudonymen wie Jacobs Optical Stairway, Tek 9, Nu Era oder Tom and Jerry. Ebenfalls große Anerkennung in der DJ-Szene finden ihre Remixe, sowie Werke von anderen Künstlern, die sie beauftragten, ihre Stücke neu zu interpretieren.
Während sich 4hero anfänglich durch ihre Rave-Tracks einen Namen machten, insbesondere durch den Hit Mr Kirk’s Nightmare, förderten sie durch Veröffentlichungen auf Reinforced besonders innovativere und experimentierfreudigere Tracks als andere englische Drum-and-Bass-Labels zur gleichen Zeit. Zu den bekanntesten Künstlern, die auf Reinforced Platten veröffentlicht haben, zählen Goldie (als Rufige Kru), Doc Scott oder Ray Keith.
Typisch für ihre späteren Produktionen sind stilübergreifende Einflüsse aus Jazz, Hip-Hop, Detroit Techno und der West London oder Broken-Beat-Szene, zu welcher Musiker wie Daz-I-Kue, Kaidi Tatham, Seiji oder Alex Attias zählen, und wo sie auch zu den Vorreitern gehören. Ebenfalls verzeichnen sie einen großen Karriereschub für die Spoken-word-Sängerin Ursula Rucker, die auf den beiden erfolgreichen Alben Two Pages und Creating Patterns mitwirkt. „Parallel Universe“ wurde in die Wire-Liste The Wire’s „100 Records That Set the World on Fire (While No One Was Listening)“ aufgenommen.